# Riksbyggen
Riksbyggen er en kooperativ fællesforening for andelsboligforeninger (svensk: bostadsrättsföreningar) i Sverige, der forvalter en stor boligmasse, som hovedsagelig tilhører de tilsluttede andelsboligforeninger, men også udlejningslejligheder, industrilokaler, kontorlokaler og plejefaciliteter.
Riksbyggen blev etableret 1940, da der var mangel på boliger og arbejde. Organisationen udspringer af forbund indenfor den svenske LO-sfære og har i dag cirka 2.500 ansatte. Antallet af Riksbyggen-andelsboligforeninger udgør i dag cirka 1.600, og cirka 350.000 mennesker i Sverige bor i boliger der forvaltes af Riksbyggen.